# Ctenoplusia atra
Ctenoplusia atra är en fjärilsart som beskrevs av Rocci 1931. Ctenoplusia atra ingår i släktet Ctenoplusia och familjen nattflyn. Inga underarter finns listade i Catalogue of Life.